# Matanuska-gletsjer

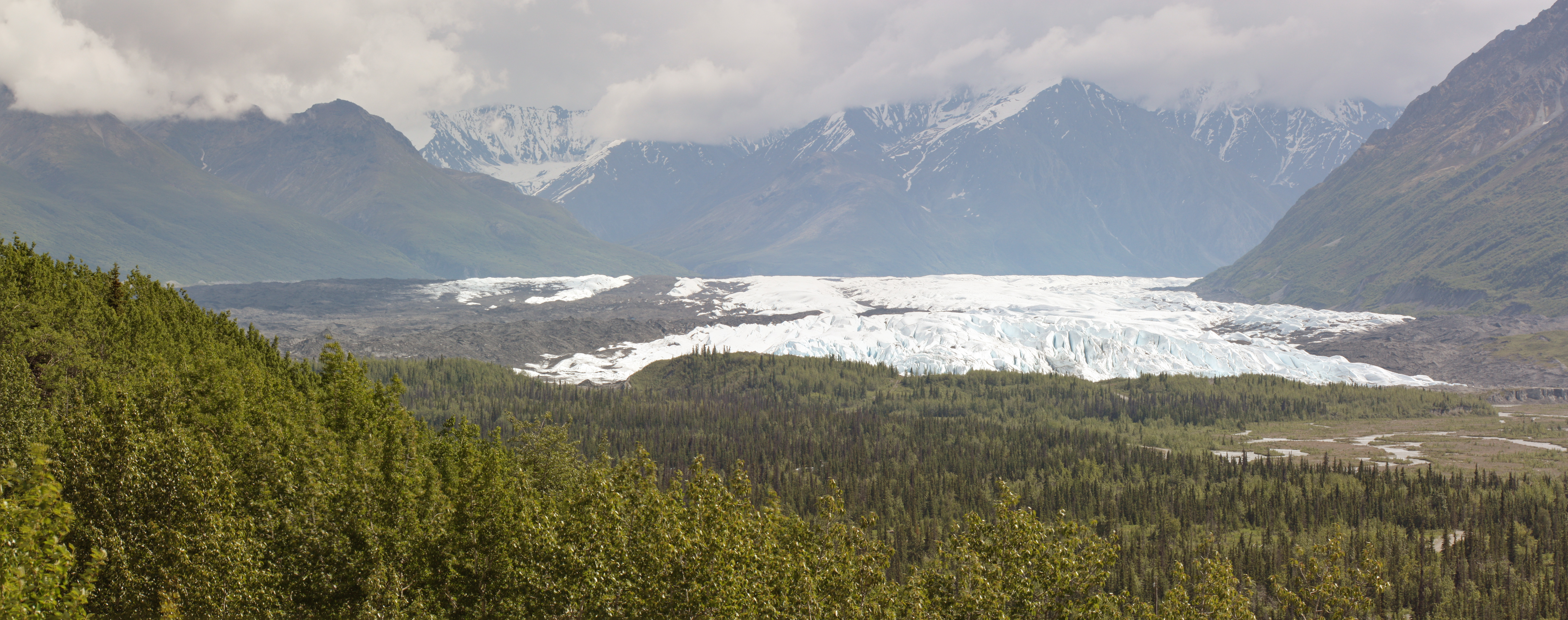
Matanuska-gletsjer

De Matanuska-gletsjer is een gletsjer in een vallei in de Amerikaanse staat Alaska. De gletsjer is 43 kilometer lang en 6,4 kilometer breed en is daarmee de langste gletsjer die bereikbaar is met de auto in de Verenigde Staten. De gletsjertong is de bron van de rivier de Matanuska. De gletsjer ligt nabij de Glenn Highway op ongeveer 160 kilometer ten noordoosten van Anchorage. De Matanuska-gletsjer stroomt met ongeveer 30 centimeter per dag. Als gevolg van ablatie van de lagere gletsjer, is de locatie van de gletsjertong licht veranderd in de afgelopen drie decennia.

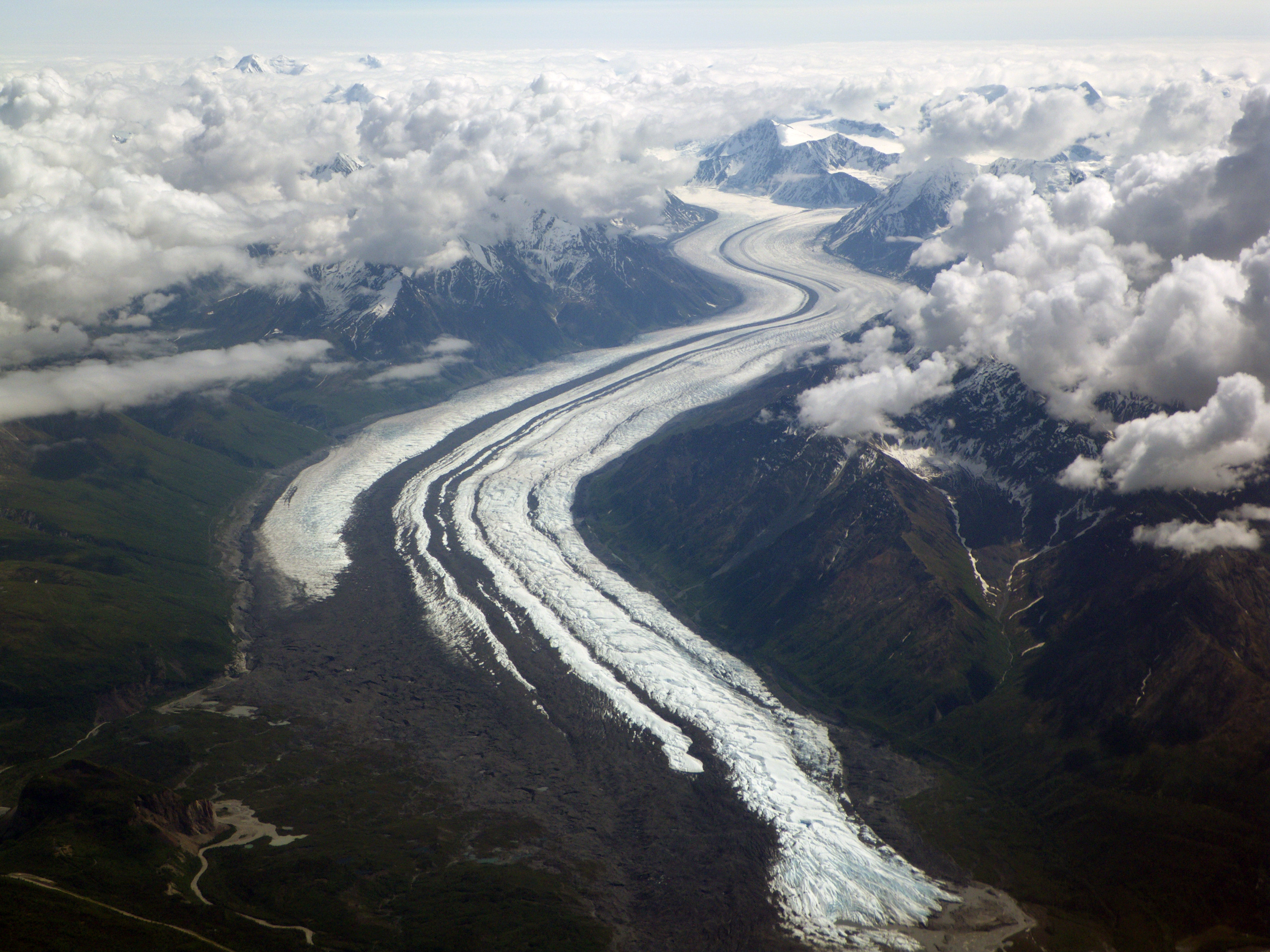
Matanuska-gletsjer gezien vanaf 6.100 meter

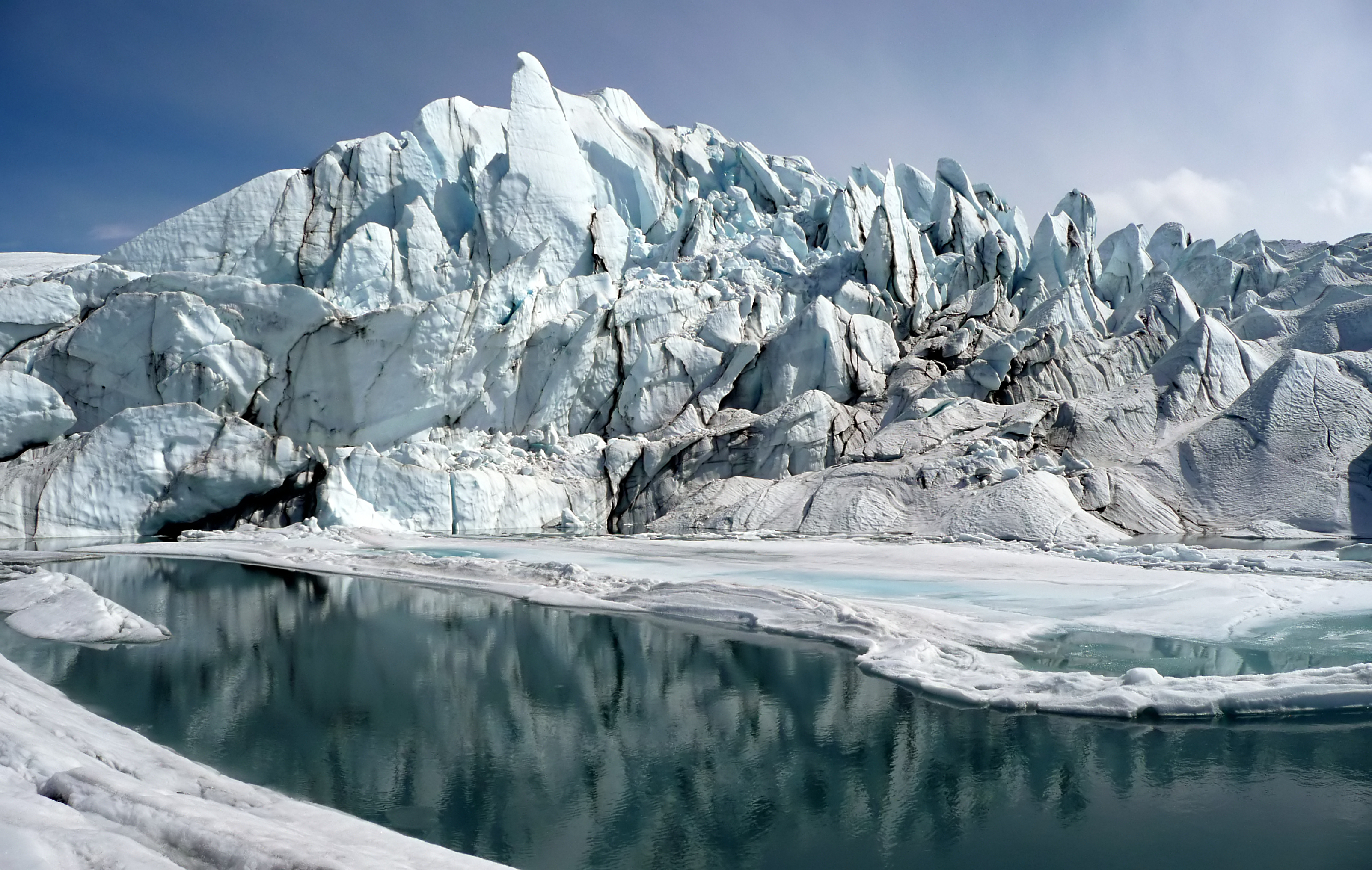
Gletsjertong